# Калімантан – Ява
Калімантан – Ява (Kalija) – перспективний газопровід для поставок блакитного палива з родовищ індонезійської частини острова Калімантан до густозаселеного острова Ява.
На початку 21 століття стабільно зростаюча економіка Індонезії викликала відповідне збільшення енергоспоживання та розвиток генеруючих потужностей на природному газі. Для покриття дефіциту на острові Ява, з яким не могли впоратись місцеві родовища, спочатку залучили запаси Південної Суматри (газопроводи з Гріссік та Пагардева), потім розпочали поставки через плавучий регазифікаційний термінал, і нарешті запропонували спорудити газопровід з розташованого північніше острова Калімантан. 
Втім, до середини 2010-х років відкриті у 20 столітті гігантські родовища на сході Калімантану (Бадак, Нілам, Туну, Печіко) були в основному вичерпані, а розвиток глибоководних проєктів лише розпочинався. До того ж, тут і так існував дефіцит газу, наприклад, завод із його зрідження Бонтанг ЗПГ працював на рівні у кілька разів меншому від своєї максимальної потужності. Тому перенаправлення ресурсу з родовищ Калімантану та Макасарської протоки до яванських провінцій є питанням майбутнього.
Тим часом у 2015 році ввели в експлуатацію газопровід довжиною 207 км від офшорного газового родовища Kepodang, розташованого на північ від Яви. Він може постачати доволі невеликий об`єм – до 4,2 млн. м3 на добу. Проте цей трубопровід анонсований як перша фаза майбутньої системи між Калімантаном та Явою.